# Perii Broșteni, Teleorman
Perii Broșteni este un sat în comuna Olteni din județul Teleorman, Muntenia, România.